# Margency
 Margency  es una población y comuna francesa, en la región de Isla de Francia, departamento de Valle del Oise, en el distrito de Sarcelles y cantón de Soisy-sous-Montmorency.

## Demografía
| 612 | 860 | 1468 | 2451 | 2745 | 2587 |
| Para los censos de 1962 a 1999 la población legal corresponde a la población sin duplicidades (Fuente: INSEE [Consultar]) |     |      |      |      |      |

## Imágenes

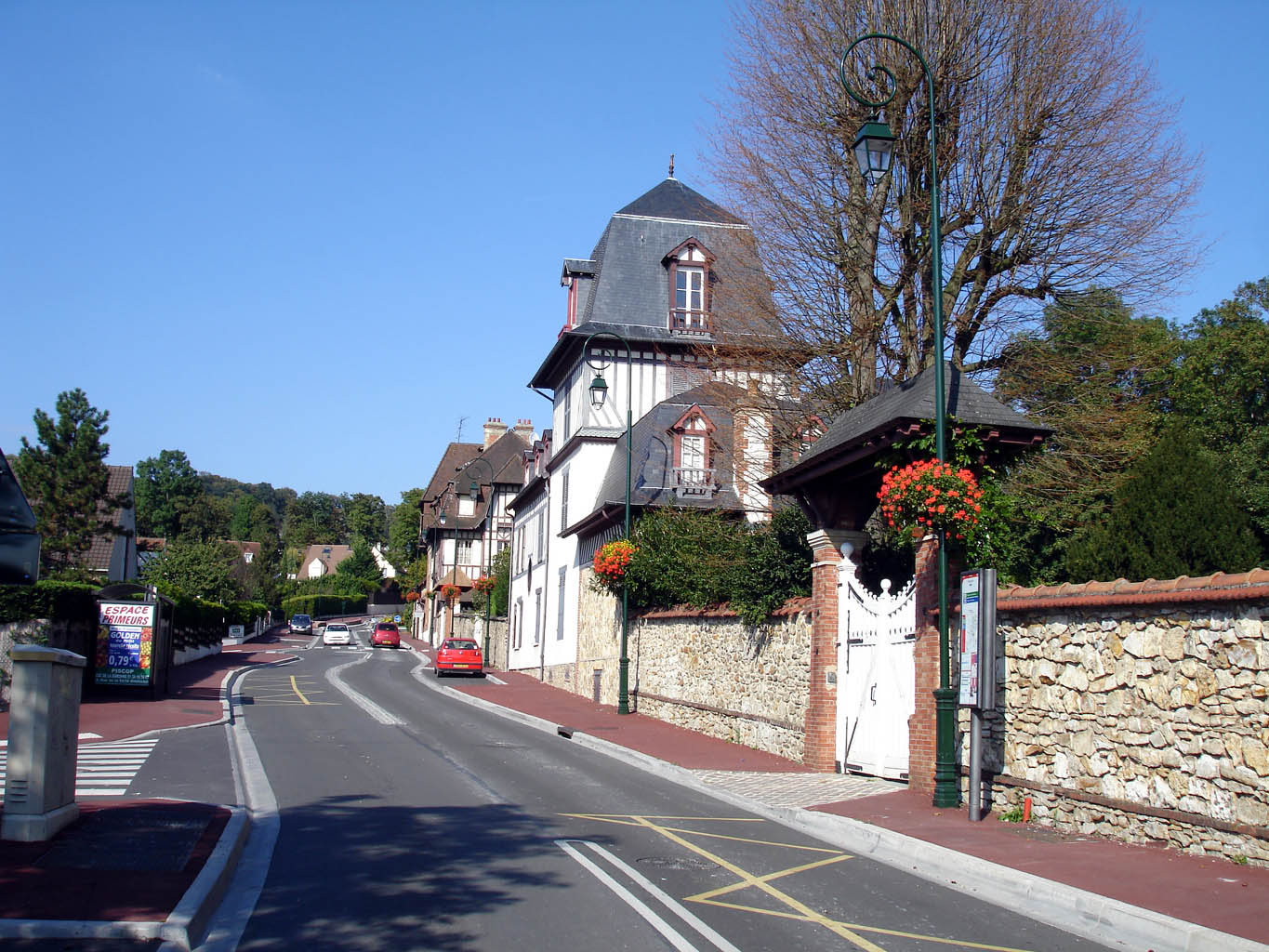
Rue Charles-de-Gaulle.
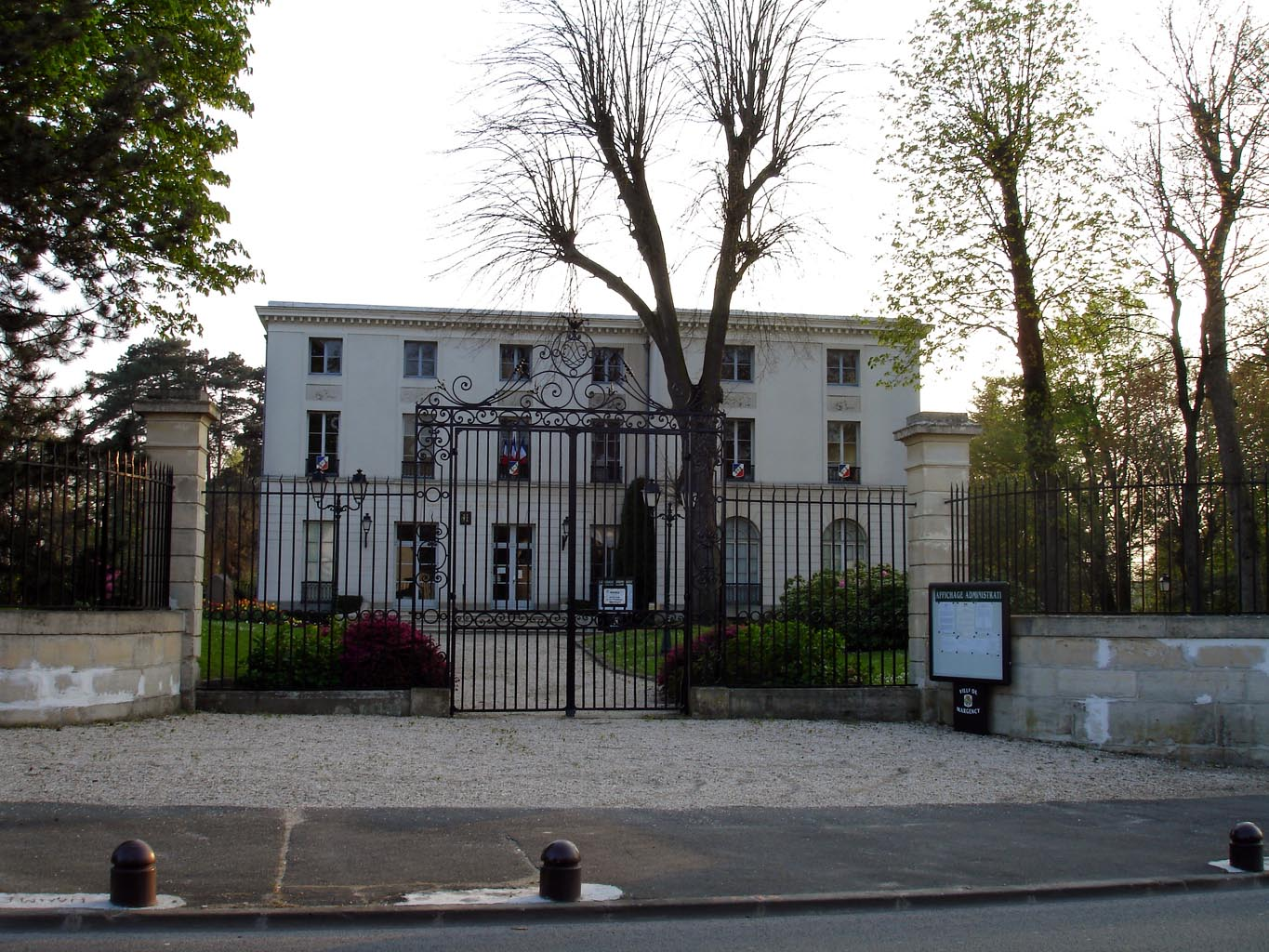
El château du Petit-Bury, sede del gobierno municipal.